# Wahid Faghir
Wahid Faghir, né le 29 juillet 2003 à Vejle au Danemark, est un footballeur danois qui évolue au poste d'attaquant au Vejle BK.

## Biographie

### En club
Né à Vejle au Danemark, Wahid Faghir commence le football avec le club de sa ville natale, le Vejle BK. Considéré comme l'un des jeunes les plus prometteurs du club, il est notamment comparé à Zlatan Ibrahimović. Il commence sa carrière professionnelle alors que le club évolue en deuxième division danoise. Il joue son premier match le 13 juin 2020, face au Kolding IF, lors d'une rencontre de deuxième division. Il entre en jeu en cours de partie à la place de Lucas Jensen (en), et son équipe s'impose par un but à zéro. Le Vejle BK est ensuite promu en première division.
Il découvre la Superligaen, l'élite du football danois, le 14 septembre 2020, lors de la première journée de la saison 2020-2021 contre l'AGF Aarhus. Il entre en jeu en cours de rencontre et son équipe s'incline par quatre buts à deux. Il inscrit son premier but en première division le 8 novembre 2020, face au FC Nordsjælland. Il est titulaire lors de cette rencontre, où les deux équipes se neutralisent (1-1),.
Le 31 août 2021, dernier jour du mercato estival, Wahid Faghir rejoint l'Allemagne pour s'engager en faveur du VfB Stuttgart. Il signe un contrat courant jusqu'en juin 2026,.
En manque de temps de jeu à Stuttgart, Wahid Faghir est prêté le 31 août 2022 au FC Nordsjælland pour une saison.
Le 19 juillet 2023, Wahid Faghir est de nouveau prêté, cette fois au SV Elversberg pour une saison.
Faghir se fait remarquer dès son premier match pour le SV Elversberg, le 29 juillet 2023, jour de ses 20 ans, lors de la première journée de la saison 2023-2024 de deuxième division allemande face au Hanovre 96, en marquant son premier but. Les deux équipes se séparent toutefois sur un match nul (2-2 score final),.

### En sélection
Avec les moins de 17 ans, il inscrit cinq buts lors des éliminatoires du championnat d'Europe, avec notamment un doublé face aux îles Féroé en septembre 2019.
Wahid Faghir joue son premier match avec l'équipe du Danemark espoirs lors du championnat d'Europe espoirs face à la France, le 25 mars 2021. Il est titulaire et son équipe s'impose par un but à zéro. Le 31 mai, il inscrit son premier but avec les espoirs, lors du quart de finale de l'Euro contre l'Allemagne. Le Danemark doit toutefois s'incliner après une séance de tirs au but.